# Jähzorn
Als Jähzorn (von „jäh“ ~ „plötzlich“, von mittelhochdeutsch gāch, „eilig, plötzlich, eil-“) bezeichnet man einen aus kleinstem Anlass oder unvermittelt ausbrechenden Zorn gegen eine bestimmte Person oder Sache. Er wird als Affekt angesehen.
Im weiteren Sinne ist Jähzorn (im Althochdeutschen zornmuot genannt) die psychische Disposition, zu derartigen Wutanfällen zu neigen. Einen solchen Menschen nennt man jähzornig. Adolph Freiherr Knigge widmete 1788 in seinem Buch Über den Umgang mit Menschen dem „Umgang mit Jähzornigen“ ein eigenes Kapitel.
Bei Kleinkindern kann es mitunter zu spontanen Wutanfällen kommen, vor allem in der so genannten Trotzphase. Jähzorn ist auch ein Merkmal des Aufmerksamkeitsdefizitsyndroms.
Pathologische Jähzornigkeit wird in der klinischen Psychologie beschrieben als intermittent explosive disorder (IED) und als Störung der Impulskontrolle (DSM-IV 16, ICD-10 F63).
Jähzorn kann zu Zorn führen, Zorn aber in der Regel nicht zu Jähzorn.